# Emil Thuy
Emil Thuy (11 de Março de 1894 – 11 de Junho de 1930) foi um piloto alemão durante a Primeira Guerra Mundial. Abateu 35 aeronaves inimigas durante a guerra, o que fez dele um ás da aviação. Depois da grande guerra, foi um aconselhador da Força Aérea da Finlândia e ajudou a criar secretamente a Luftwaffe, treinando futuros pilotos, acto no qual Thuy faleceu devido a um acidente com a sua aeronave.